# Nicola Paglia
Nicola Paglia (Giovinazzo, 1197 – Perugia, 1256) è stato un presbitero italiano dell'Ordine dei frati predicatori; il suo culto come beato è stato confermato da papa Leone XII nel 1828.

## Biografia
Nato a Giovinazzo, studiò diritto a Bologna ed abbracciò la vita religiosa tra i domenicani del locale convento; fu ordinato sacerdote e si dedicò al ministero della predicazione.
Fu priore della provincia domenicana di Roma e sotto il suo governo furono aperti i conventi di Perugia, Trani, Brindisi, Orvieto e Napoli.
Papa Gregorio IX lo nominò visitatore dei monasteri maschili e femminili di Toscana e gli affidò la predicazione della crociata in Terrasanta.

## Il culto
Morì presso il convento domenicano da lui fondato a Perugia. Le sue reliquie subirono varie traslazioni e furono infine sistemate sotto l'altare maggiore della chiesa perugina di San Domenico; altre reliquie, nel 1959, furono donate alla chiesa di San Domenico a Giovinazzo.
Papa Leone XII, con decreto del 26 marzo 1828, ne confermò il culto con il titolo di beato.
Il suo elogio si legge nel martirologio romano al 16 febbraio.